# Tommy
För andra betydelser, se Tommy (olika betydelser).
Tommy ett manligt förnamn. Det är en engelsk smeknamnsform för Tomas och kan också betyda brittisk soldat, i den betydelsen även kallad Tommy Atkins. Även stavningsformerna Thommy, Tommi och Tommie förekommer. 
Namnsdag i Sverige den 21 december mellan 1986 och 1993. I den finlandssvenska namnsdagslängden har Tommy namnsdag 21 december sedan 1995.

## Personer med namnet Tommy
| - Tommy Albelin - Tommy Andersson (flera personer) - B. Tommy Andersson - Tommy Berggren (tidigare ofta stavat Thommy Berggren) - Tommy Bolin - Tommy Book - Tommy Borgudd - Tommy Cooper - Tommy Dorsey - Tommy Ekengren - Tommy Ekman - Tommy Eliasson - Tommy Emmanuel - Tommy Engstrand - Tommy Flanagan - Tommy Franks - Tommy Funebo - Tommy Green - Thommy Gustafson - Tommy Hansson (fotbollsspelare) - Tommy Hilfiger - Tommy Holmestrand - Tommy Johnson - Tommy Lee Jones - Tommy Jönsson - Tommy Körberg - Tommy Lee - Tommy Lindström | - Tommy Moore - Tommi Mäkinen - Tommy Nilson - Tommy Nilsson - Tommy Noonan - Tommy Norberg - Tommy Nordström - Tommy Olsson - Tommy Prim - Tommy Ramone - Tommy Rander - Tommy Remengesau - Tommy Roe - Tommy Rydén - Tommy Salo - Tommy Samuelsson - Tommy Sandlin - Tommy Sands - Tommy Seebach - Tommy Sjödin - Tommy Smith (flera personer) - Tommy Spaanheden - Tommy Steele - Tommy Stinson - Tommy Svensson (fotbollstränare) - Tommy Svensson (fotograf) - Tommy Söderberg - Tommy Söderström - Tommy Tallstig - Tommy Ternemar - Tommy Thayer - Tommy Thomson - Tommy Waidelich - Tommy Walter - Tommy Werner - Tommy Zethraeus |

## Fiktiva personer
- Tommy Settergren - Pippi Långstrumps kompis